# 阿尔伯特纪念亭
阿尔伯特纪念亭（Albert Memorial）位于英国伦敦肯辛顿公园，皇家阿尔伯特音乐厅北侧。它是維多利亞女王为纪念她1861年死于伤寒的王夫阿尔伯特亲王，由乔治·吉尔伯特·斯科特设计，哥特复兴风格。1872年7月，維多利亞女王为其揭幕，1875年举行了阿尔伯特亲王雕像安放仪式。阿尔伯特纪念亭包括一个华丽的凉亭，一个哥特式风格的祭坛上盖。阿尔伯特纪念亭高176英尺（54），建造历时10年之久，花费12万英镑（相当于2010年的1000万英镑）。

## 图片

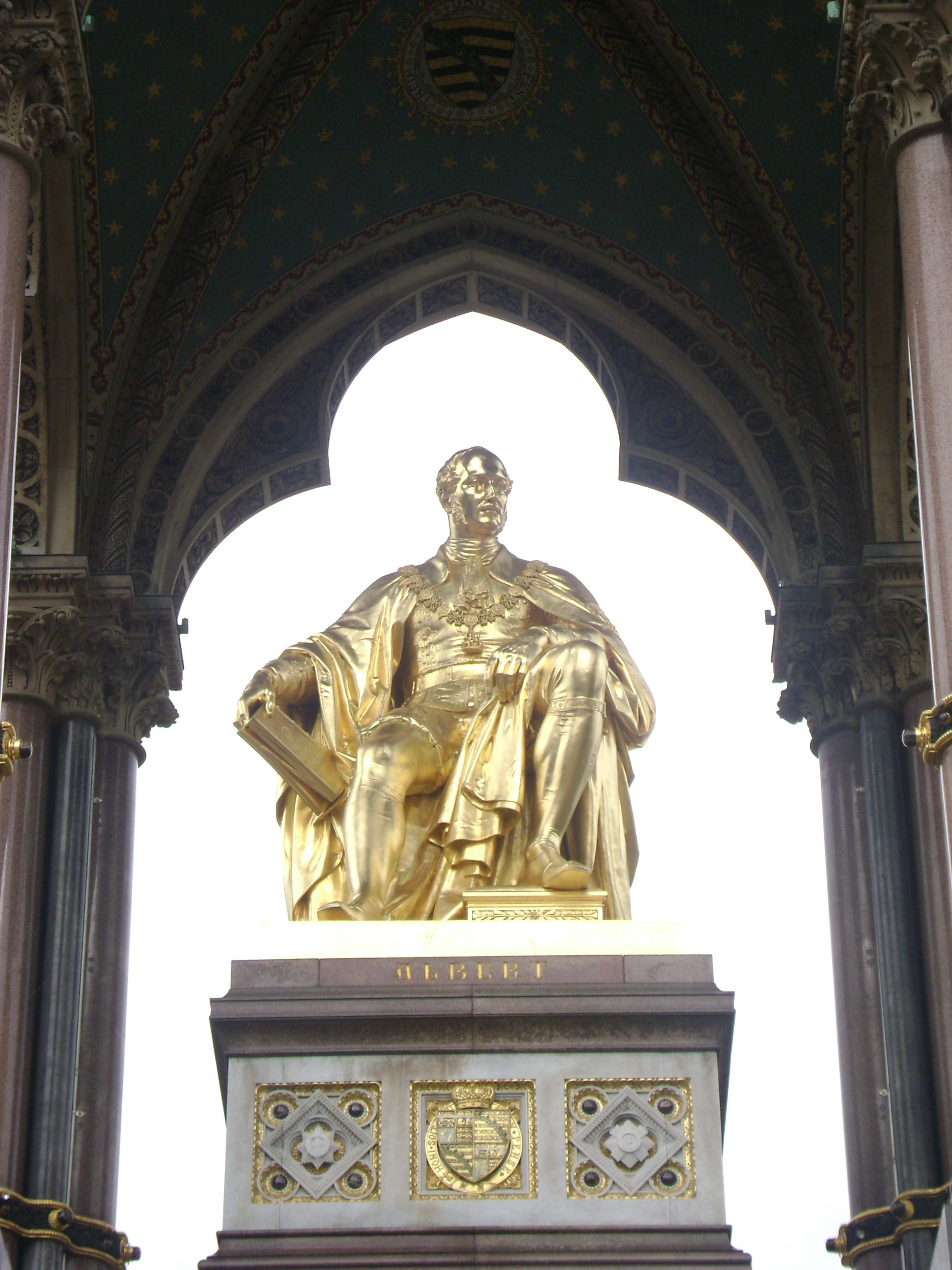
阿尔伯特雕像
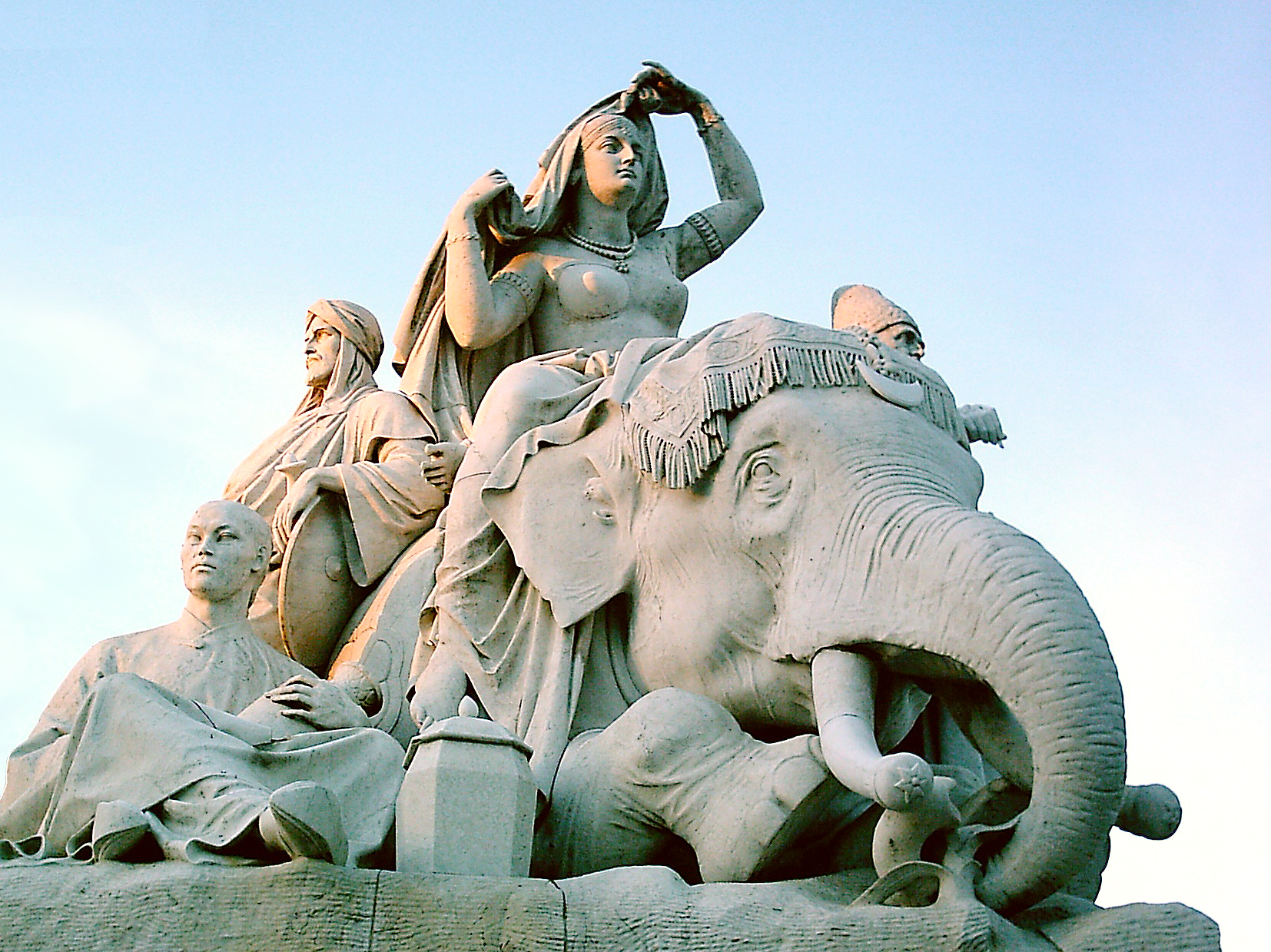
“亚洲”
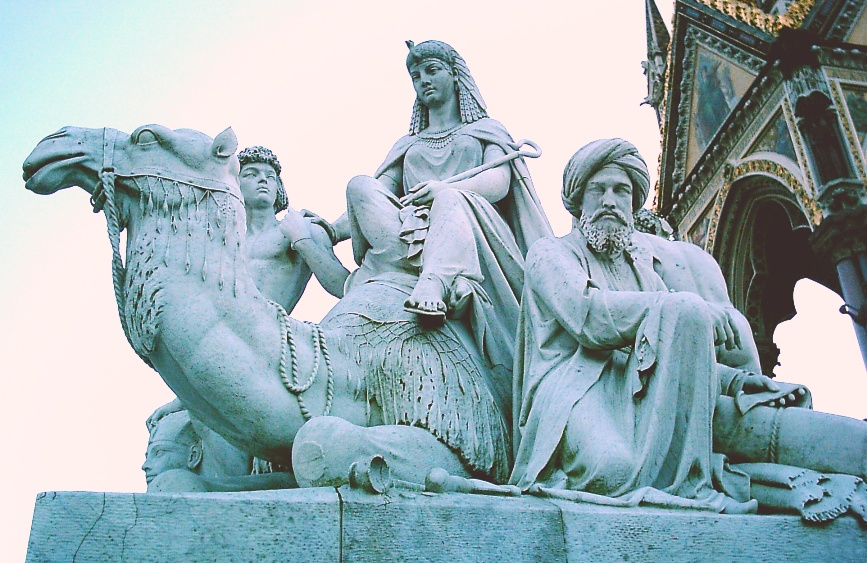
“非洲”
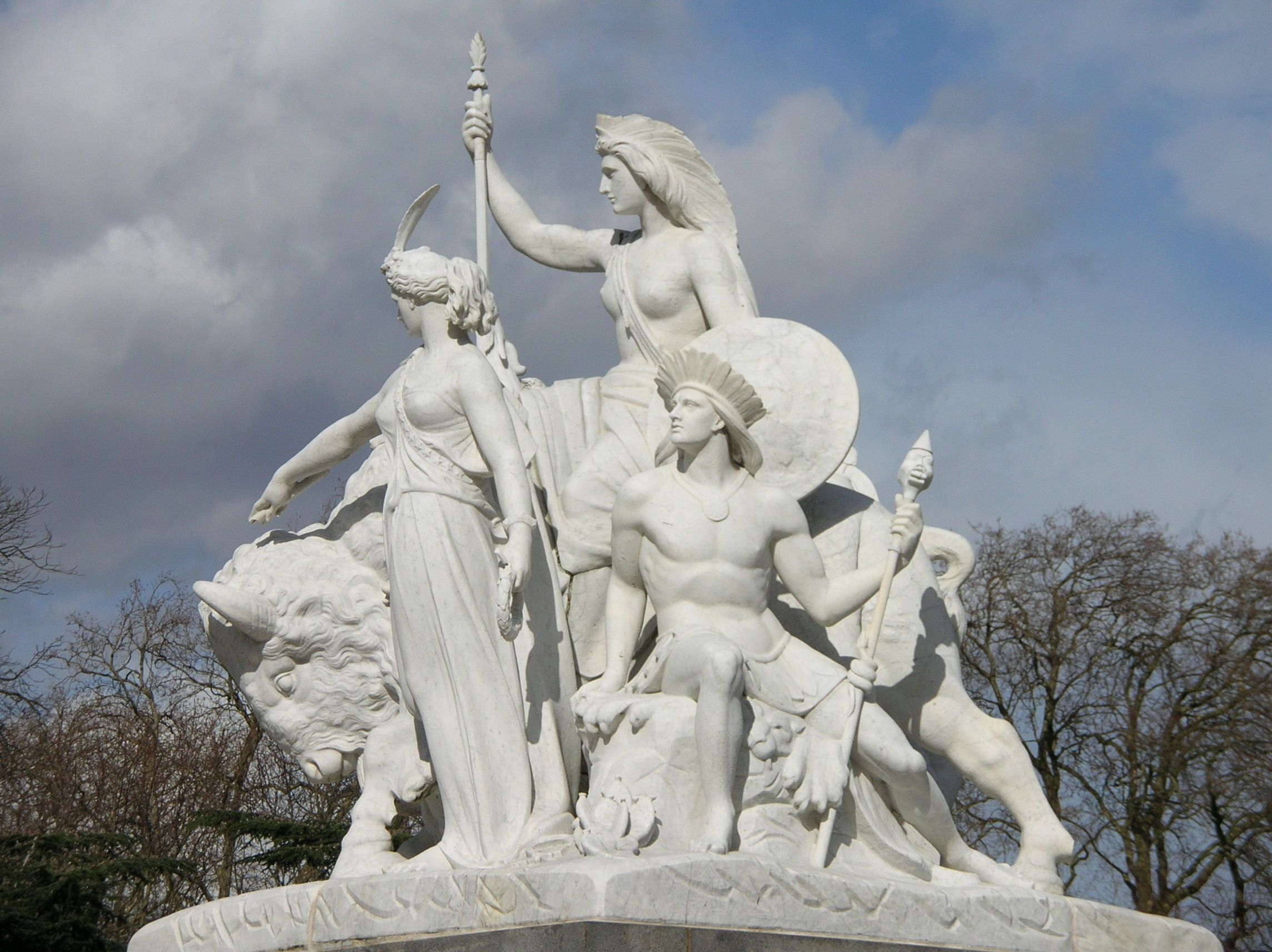
“美洲”
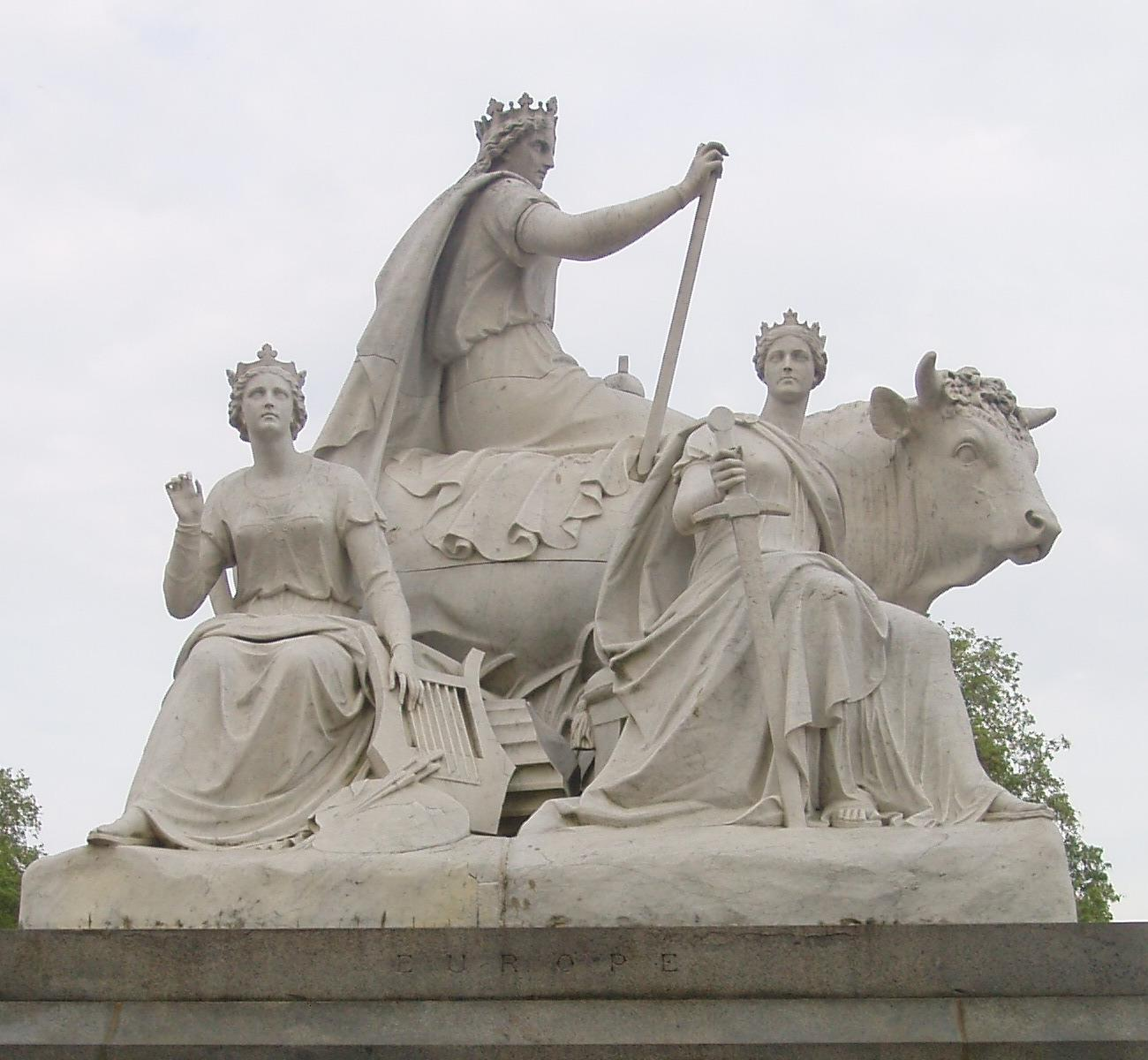
“欧洲”
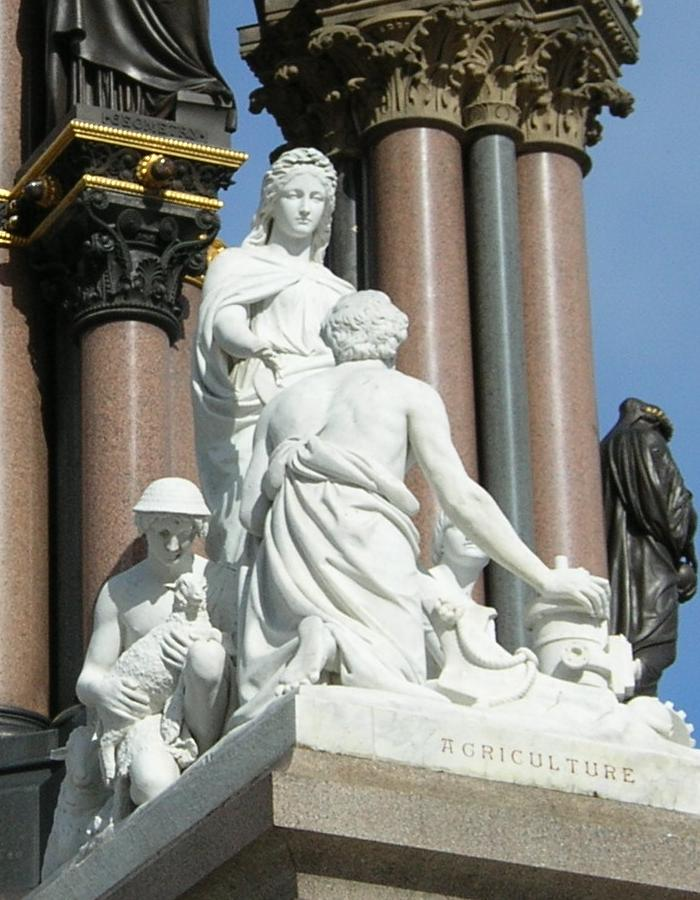
“农业”
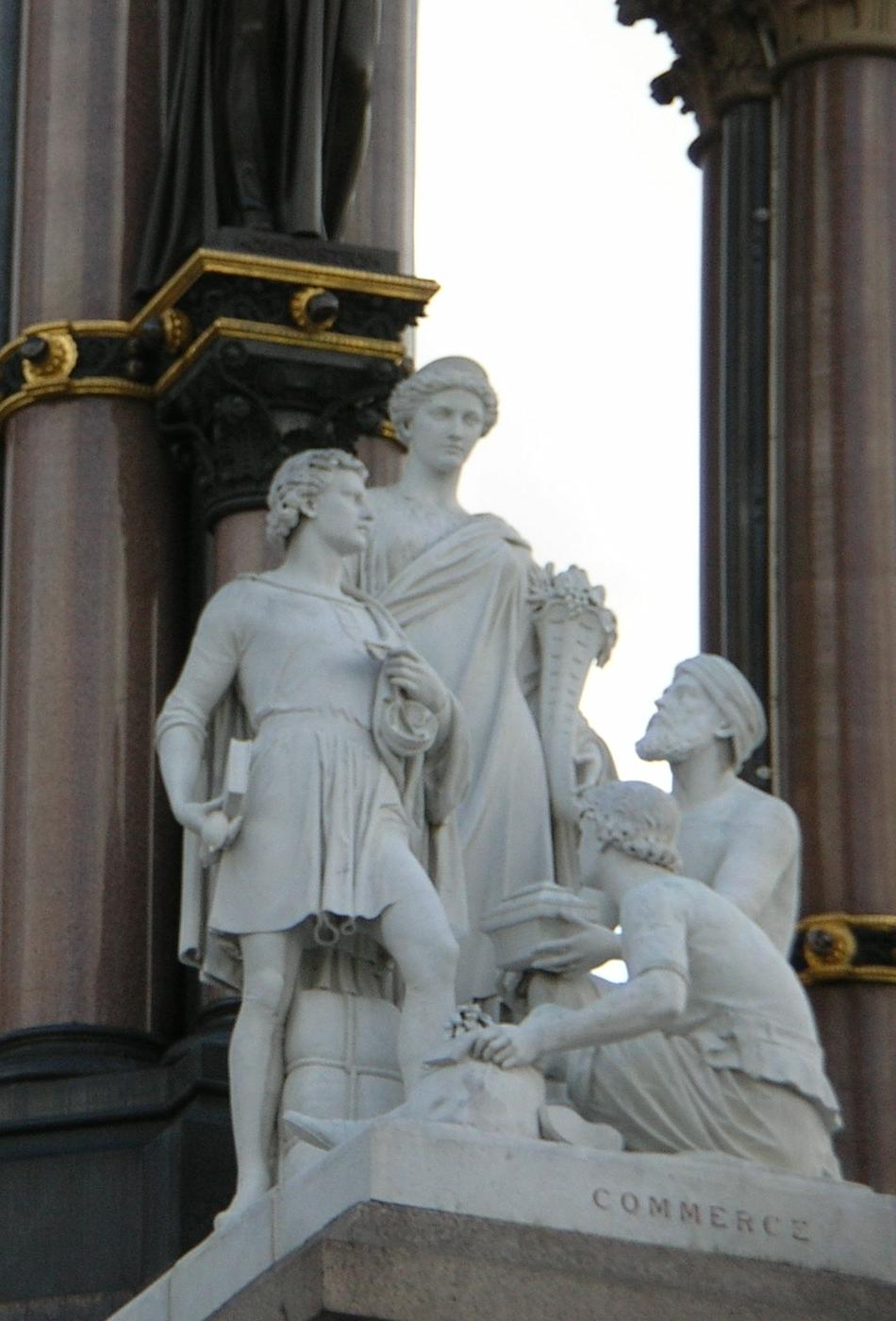
“商业”
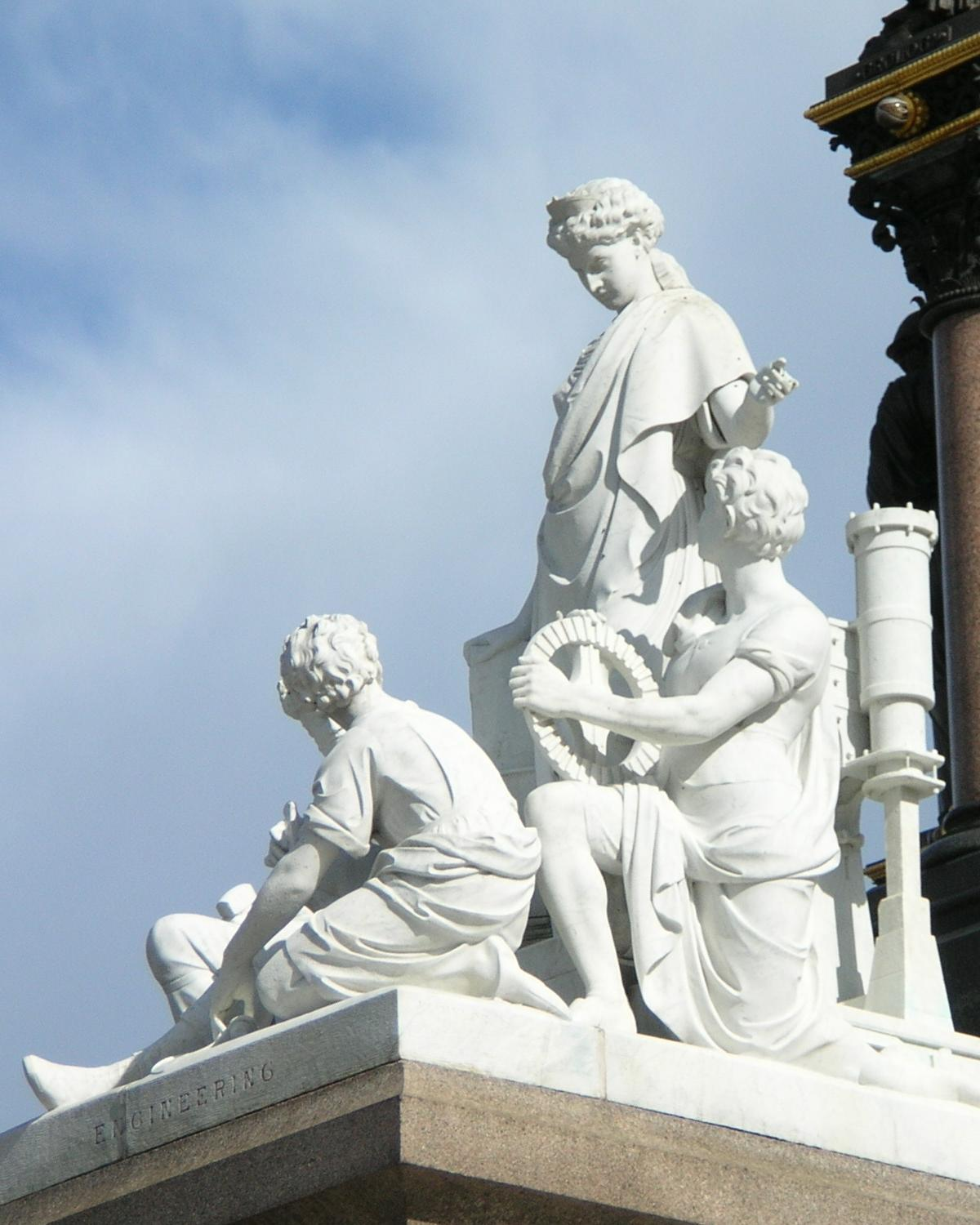
“工程”
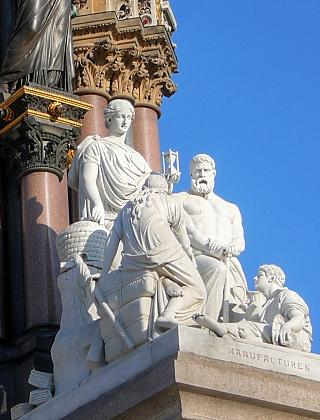
“制造”